# Thymelaea antiatlantica
Thymelaea antiatlantica är en tibastväxtart som beskrevs av René Charles Maire. Thymelaea antiatlantica ingår i släktet sparvörter, och familjen tibastväxter. Inga underarter finns listade i Catalogue of Life.